# Ithone karoondensis
Ithone karoondensis là một loài côn trùng trong họ Ithonidae thuộc bộ Neuroptera. Loài này được Riek miêu tả năm 1974.